# Арцфельд
Арцфельд (нім. Arzfeld) — громада в Німеччині, розташована в землі Рейнланд-Пфальц. Входить до складу району Бітбург-Прюм. Центр об'єднання громад Арцфельд.
Площа — 19,38 км2. Населення становить 1382 ос. (станом на 31 грудня 2020).